# Iglesia vieja de Moster
La iglesia vieja de Moster es un edificio románico en Noruega. Se localiza en el pueblo de Mosterhamn, en la isla de Moster, dentro del municipio de Bømlo. Tradicionalmente se la ha considerado la iglesia más antigua de Noruega, pero las investigaciones no han podido comprobar esa hipótesis. Aunque no se sabe la fecha exacta de la construcción de la actual iglesia, se asume que fue antes de terminar el siglo XI. 
Es una sobria iglesia construida principalmente de esteatita, con techumbre de madera, aunque ésta en realidad procede de una remodelación del siglo XVIII. Consiste de una nave rectangular con puerta en el muro occidental, y un coro cuadrado con una puerta en el muro sur. La decoración interior, consistente de murales, data de la época posterior a la reforma en Noruega, los más antiguos de ca. 1600. El púlpito y el altar datan del siglo XVII, y la pila bautismal es de 1722.
Snorri Sturluson narra que el rey Olaf II el Santo erigió una iglesia en este lugar en el año de 995. Además, ese mismo rey celebró en Moster la asamblea que impondría el derecho cristiano en Noruega, hacia el año de 1020.
La iglesia pertenece a la Sociedad para la Conservación de Monumentos Antiguos Noruegos.